# Mansfield (brano musicale)
Mansfield è un brano composto e interpretato dall'artista britannico Elton John; il testo è di Bernie Taupin.

## Il brano
Costituisce l'undicesima traccia dell'album del 2001 Songs from the West Coast; il testo di Bernie parla della donna con la quale aveva avuto una relazione (celebrata nel brano del 1996 You Can Make History (Young Again)) poi terminata e rivelatasi un fallimento. Nel primo verso c'è anche un riferimento al Paradiso perduto (1667), opera epico-religiosa di John Milton in 12 volumi. La melodia è conforme al testo, e ha un incedere malinconico (corredato dall'imponenza degli arrangiamenti di Paul Buckmaster); Elton è presente al pianoforte, ed è accompagnato dal produttore Patrick Leonard alle tastiere e da Davey Johnstone alla chitarra acustica. Rusty Anderson suona le chitarre elettriche e il bouzouki; Paul Bushnell è al basso, mentre Matt Chamberlain si cimenta alla batteria. I cori sono opera di Nigel Olsson e dei già citati Johnstone e Bushnell. La parte finale è un crescendo continuo dominato dai magniloquenti arrangiamenti di Buckmaster, con Elton a ripetere incessantemente il verso "At the break of dawn " ("Al sorgere del sole").
Mansfield ha ricevuto molti apprezzamenti dalla critica.